# Isertia laevis
Isertia laevis är en måreväxtart som först beskrevs av José Jéronimo Triana, och fick sitt nu gällande namn av Boudewijn Karel Boom. Isertia laevis ingår i släktet Isertia och familjen måreväxter. Inga underarter finns listade i Catalogue of Life.